# Чемпионат мира по хоккею с мячом среди женщин 2025
Чемпионат мира по хоккею с мячом среди женщин 2025 — тринадцатый женский чемпионат мира по хоккею с мячом. Турнир проходил с 25 марта по 30 марта 2025 года в городе Лидчёпинг, Швеция на крытом стадионе «Спарбанкен Арена». Одновременно проводился чемпионат мира среди мужчин.
В турнире сыграли сборные Швеции, Финляндии, Норвегии, Германии, Нидерландов, Швейцарии, США и Украины.
По политическим причинам сборная России не принимала участие в турнире.

## Турнир А
|   | Сборная   | И | В | Н | П | М     | +/- | Очки |
| - | --------- | - | - | - | - | ----- | --- | ---- |
| 1 | Швеция    | 3 | 3 | 0 | 0 | 35-4  | +31 | 6    |
| 2 | США       | 3 | 2 | 0 | 1 | 11-13 | -2  | 4    |
| 3 | Норвегия  | 3 | 1 | 0 | 2 | 11-18 | -7  | 2    |
| 4 | Финляндия | 3 | 0 | 0 | 3 | 2-24  | -22 | 0    |

Пояснение. И-игры, В-выигрыши, Н-ничьи, П-поражения, М-мячи,+/- — разница забитых и пропущенных мячей.

## Турнир B
|   | Сборная    | И | В | Н | П | М    | +/- | Очки |
| - | ---------- | - | - | - | - | ---- | --- | ---- |
| 1 | Нидерланды | 3 | 3 | 0 | 0 | 26-1 | +25 | 6    |
| 2 | Украина    | 3 | 2 | 0 | 1 | 4-10 | -6  | 4    |
| 3 | Германия   | 3 | 0 | 1 | 2 | 3-12 | -9  | 1    |
| 4 | Швейцария  | 3 | 0 | 1 | 2 | 4-14 | -10 | 1    |

Пояснение. И-игры, В-выигрыши, Н-ничьи, П-поражения, М-мячи,+/- — разница забитых и пропущенных мячей.

## Предварительный этап
| США | 4:1 (1:1) | Финляндия |
| --- | --------- | --------- |
|     | Протокол  |           |

| Швеция | 13:1 (6:0) | Норвегия |
| ------ | ---------- | -------- |
|        | Протокол   |          |

| Германия | 2:2 (0:0) по пенальти (3:2) | Швейцария |
| -------- | --------------------------- | --------- |
|          | Протокол                    |           |

| Украина | 0:8 (0:4) | Нидерланды |
| ------- | --------- | ---------- |
|         | Протокол  |            |

| Швеция | 9:2 (3:1) | США |
| ------ | --------- | --- |
|        | Протокол  |     |

| Норвегия | 7:0 (4:0) | Финляндия |
| -------- | --------- | --------- |
|          | Протокол  |           |

| Швейцария | 1:2 (0:2) | Украина |
| --------- | --------- | ------- |
|           | Протокол  |         |

| Нидерланды | 8:0 (6:0) | Германия |
| ---------- | --------- | -------- |
|            | Протокол  |          |

| Норвегия | 3:5 (1:2) | США |
| -------- | --------- | --- |
|          | Протокол  |     |

| Швеция | 13:1 (2:1) | Финляндия |
| ------ | ---------- | --------- |
|        | Протокол   |           |

| Германия | 1:2 (0:1) | Украина |
| -------- | --------- | ------- |
|          | Протокол  |         |

| Швейцария | 1:10 (0:5) | Нидерланды |
| --------- | ---------- | ---------- |
|           | Протокол   |            |

## Плей-офф

### Полуфинал турнира А
| США | 1:5 (1:2) | Норвегия |
| --- | --------- | -------- |
|     | Протокол  |          |

### Квалификационный матч за 3 место
| Финляндия | 8:0 (3:0) | Нидерланды |
| --------- | --------- | ---------- |
|           | Протокол  |            |

## Матч за 3 место
| США | 7:2 (3:0) | Финляндия |
| --- | --------- | --------- |
|     | Протокол  |           |

## Финал
| Швеция | 8:1 (3:1) | Норвегия |
| ------ | --------- | -------- |
|        | Протокол  |          |

## Итоговое положение
| Место | Страна     |
| ----- | ---------- |
| 1     | Швеция     |
| 2     | Норвегия   |
| 3     | США        |
| 4     | Финляндия  |
| 5     | Нидерланды |
| 6     | Украина    |
| 7     | Германия   |
| 8     | Швейцария  |